# Сен-Рафаэль (кантон)
Сен-Рафаэль (фр. Saint-Raphaël) — кантон во Франции, в регионе Прованс — Альпы — Лазурный Берег (департамент — Вар, округ — Драгиньян). Число коммун кантона — 2.

## Географическое положение
Территория кантона расположена вокруг коммуны Сен-Рафаэль неподалёку от Драгиньяна на Лазурном Берегу. Высота над уровнем моря варьирует от 0 м (Сен-Рафаэль) до 560 м (Сен-Рафаэль), средняя высота над уровнем моря — 10 метров.

## Состав кантона
По данным INSEE, в  2012 году площадь кантона — 111,85 км², включает в себя 2 муниципалитета, население — 47 188  человек, плотность населения — 421,9 чел/км².
| Коммуна                | Французское название    | Площадь, км² | Население, чел. (2012) |
| ---------------------- | ----------------------- | ------------ | ---------------------- |
| Лез-Адре-де-л’Эстерель | Les Adrets-de-l’Estérel | 22,26        | 2 788                  |
| Сен-Рафаэль            | Saint-Raphaël           | 89,59        | 34 115                 |

В 2010 году в состав кантона входила единственная коммуна площадью 89,59 км² с населением 33 603 человека, в 2012 — 34 115 человек.
| Коммуна     | Французское название | Площадь, км² | Население, чел. (2012) |
| ----------- | -------------------- | ------------ | ---------------------- |
| Сен-Рафаэль | Saint-Raphaël        | 89,59        | 34 115                 |